# ゴルゴリオーネ
ゴルゴリオーネ（イタリア語: Gorgoglione）は、イタリア共和国バジリカータ州マテーラ県にある、人口約1,000人の基礎自治体（コムーネ）。

## 地理

### 位置・広がり

#### 隣接コムーネ
隣接するコムーネは以下の通り。括弧内のPZはポテンツァ県所属を示す。
- アリアーノ
- チリリアーノ
- コルレート・ペルティカーラ (PZ)
- グアルディア・ペルティカーラ (PZ)
- ミッサネッロ (PZ)
- ピエトラペルトーザ (PZ)
- スティリアーノ